# Miloslav Karban
Miloslav Karban (* 24. června 1944) byl český a československý politik a bezpartijní poslanec Sněmovny národů Federálního shromáždění za normalizace.

## Biografie
K roku 1971 se profesně uvádí jako vedoucí čety zámečníků. Ve volbách roku 1971 zasedl do české části Sněmovny národů (volební obvod č. 22 - Písek, Jihočeský kraj). Ve FS setrval do konce funkčního období, tedy do voleb roku 1976.
V 90. letech se v živnostenském rejstříku České republiky uvádí jistý JUDr. Miloslav Karban, narozený 24. června 1944 coby živnostník, bytem Praha.